# Триміська кільцева дорога (Польща)
Триміська кільцева дорога (пол. Trasa Obwodowa Trójmiasta) — західна кільцева дорога Триміста, яка є частиною швидкісних доріг S6 і S7 кільцеав дорога пролягає з півночі на південь від Ґдині до Прущ Гданський. Довжина 38,6 км.
Маршрут із позначкою S7 починається в Гдині Хілоні, на перехресті з провінційною дорогою 468, і закінчується на розв’язці Гдині Вєлькі Кацьк.
На цьому перехресті можна виїхати на Кашубську трасу. Від цього перехрестя до перехрестя Русоцин дорога позначена S6. У Русоціні починається платна автострада А1. Пункт збору проїзду знаходиться за розв'язкою.

## Історія

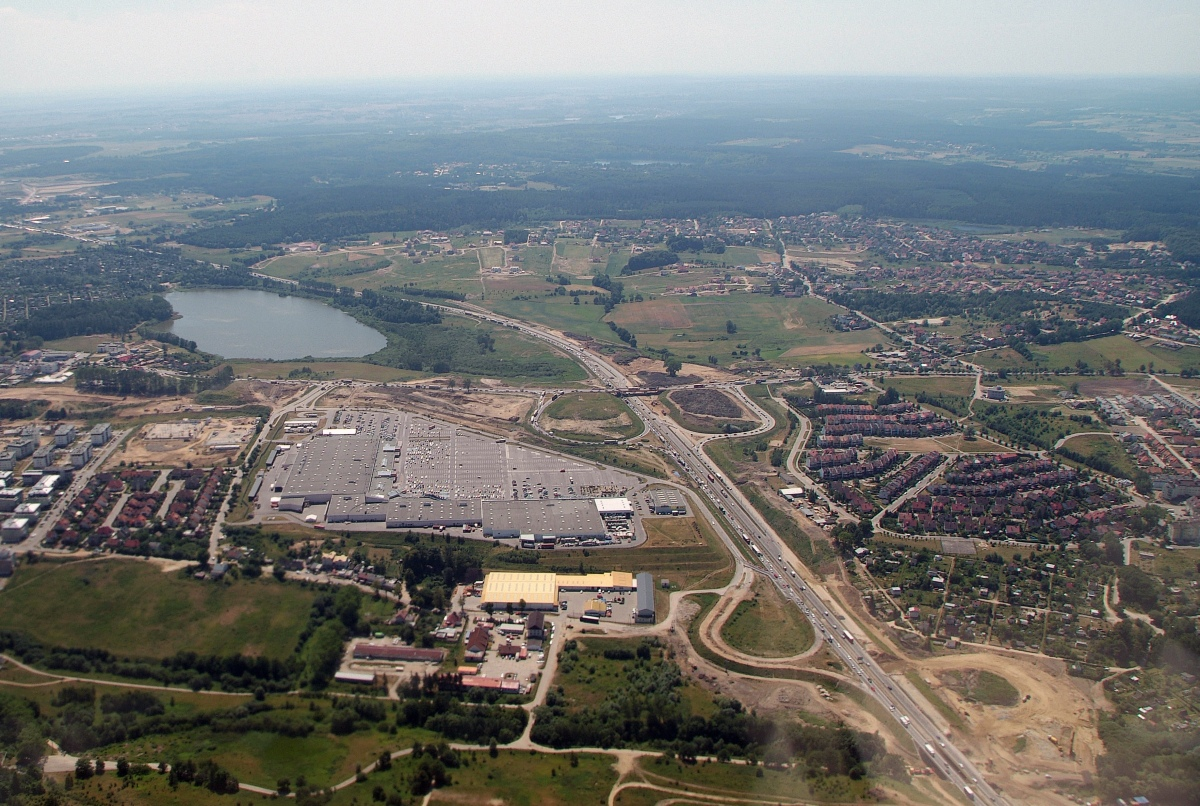
Триміська кільцева дорога - розв'язка Карчемкі (вид на південь), 2010 р

Будівництво траси почалося в 1970-х роках, а її перша ділянка була введена в експлуатацію в 1977 році. Окремі етапи реалізовано в роках:
- 1973 — 1977 — східна дорога Гдиня — Прущ-Гданський (відкриття 15 грудня 1977)[1],
- 1978 — 1984 — західна дорога Гдиня — Страшин,
- 1987 — 1989 рр. — розв’язка Ковале,
- 1994 — 1996 рр. — роз’їзд Осова,
- 2000 — 2001 — західна дорога від Страшина до Юшкова
- 2005 — 2007 — західна дорога Юшково — Русоцин,
- 2006 — 2008 — Портовий вузол Гдиня.

До реформи вулично-дорожньої мережі 1985 року проїзд не був пронумерований. У 1985–2000 роках існувала як національна дорога 6, потім у 2000 році отримала позначення S6.
У 2002 році завершився капітальний ремонт дороги.
Триміська кільцева дорога є трасою зі статусом швидкісної, попри відсутність повнорозмірних аварійних смуг. На всій протяжності має дворівневі перехрестя та дві проїзні частини, причому кожна проїзна частина має дві (на окремих ділянках – три) смуги руху.
Більша частина Триміської кільцевої дороги пролягає територією Троїзького ландшафтного парку, але на ній є лише одна переправа для лісових тварин, збудована під час модернізації у 2002 році.
У вересні 2007 року радники Гданська вирішили назвати гданську ділянку Триміської кільцевої дороги проспектом Казимира Ягеллончика.
У 2015 році ділянку об’їзної дороги від вулиці Морської в Гдині до розв’язки Gdańsk Południe було включено до маршруту швидкісної дороги S7.

## Дивись також
- Швидкісна дорога S6
- Національна дорога 6
- Європейська траса E28